# Медет (село)
Медет — село в Черлакском районе Омской области России. Административный центр Медетского сельского поселения.

## История
Основано в 1910 году. В 1928 г. хутор Медет состоял из 6 хозяйств, основное население — украинцы. В составе Погранично-Григорьевского сельсовета Крестинского района Омского округа Сибирского края.
В соответствие с Законом Омской области от 30 июля 2004 года № 548-ОЗ «О границах и статусе муниципальных образований Омской области» село возглавило муниципальное образование «Медетское сельское поселение».

## Население
| 2010 |
| ---- |
| 242  |

Гендерный состав
По данным Всероссийской переписи населения 2010 года в гендерной структуре населения из 242 человек мужчин — 107, женщин — 135 (44,2 и 55,8 % соответственно).
Национальный состав
В 1928 г. основное население — украинцы .
Согласно результатам переписи 2002 года, в национальной структуре населения русские составляли 74 % от общей численности населения в 461 чел..